# MSC Euribia
Le MSC Euribia est un navire de croisière, construit aux Chantiers de l'Atlantique de Saint-Nazaire en France. Il appartient à la compagnie MSC Croisières. 
Le MSC Euribia est le cinquième et dernier paquebot de la Classe Meraviglia. Il est cependant le seul paquebot de cette classe à pouvoir fonctionner au gaz naturel liquéfié. Il se distingue également des autres navires de la flotte MSC par la décoration de sa coque, une première pour cette compagnie.

## Histoire
Les 4 moteurs principaux peuvent être alimentés en gasoil ou en gaz LNG, ce dernier carburant étant moins émetteur de CO2 et de sous produits polluants.
En collaboration avec l'artiste Alex Flämig, le MSC Euribia sera le premier paquebot de la compagnie à disposer d'une large fresque tout au long de sa coque. La fresque, du nom de Save the Seas, symbolisera l'engagement de MSC Croisières dans la sauvegarde des océans.
La construction du MSC Euribia débute le 28 juin 2021 à Saint-Nazaire, avec la cérémonie de découpe de la première tôle. Le navire est mis à l'eau le 17 juin 2022, pour entrer dans sa phase d'armement.

## Caractéristiques
Le MSC Euribia dispose des mêmes caractéristiques que ses deux sister-ships MSC Grandiosa et MSC Virtuosa :
- deux ascenseurs avec vue sur la mer (un à tribord, l'autre à bâbord) ;
- une piscine avec toit rétractable ;
- un parc aquatique ;
- un théâtre;
- Un musée d'art.